# Son Goten
Son Goten (孫 悟天, Son Goten, mais conhecido somente como Goten) é um personagem fictício da franquia Dragon Ball. Ele marcou sua estréia em 4 de novembro de 1993 no capítulo de número 424, A Emergência de Videl!! (ビーデル緊急出動！！, "Bīderu Kinkyū Shutsudō!!). No mangá, Goten é o segundo filho do protagonista Son Goku e de sua esposa Chichi, irmão mais novo de Gohan e melhor amigo de Trunks. Para proteger o planeta Terra os dois garotos aprendem a se fundir em um único guerreiro chamado Gotenks.

## Aparência

Goten aos 17 anos.

Goten é mais reconhecido por ter uma aparência extremamente semelhante a de seu pai e de seu avô paterno. Apesar de não ser um legítimo Saiyajin, Goten tem um penteado espetado e de cor preta, característico da raça. Ele também nasceu sem o rabo e possui o grande apetite dos Saiyajins. Goten é apresentado vestindo o uniforme da tartaruga, apesar de nunca ter utilizado o kanji do mesmo, com uma camisa azul por baixo e uma faixa preta. Durante eventos formais, no anime e no especial de TV, ele é visto com um casaco chinês azul com mangas vermelhas. No final do mangá, Goten completa 17 anos. Seu cabelo está maior e bagunçado enquanto sua vestimenta é composta por uma camisa bege com mangas verdes e seu nome escrito, uma calça jeans e pulseiras laranjas. Ele volta a usar o uniforme da tartaruga, ainda sem o kanji, para participar do próximo Torneio de Artes Marciais. Sua aparência é remodelada em Dragon Ball GT, com ele vestindo uma camisa cor de ciano, depois substituída por uma branca, uma calça roxa e um cinturão. Seu penteado agora é um topete.
Assim como outros personagens, Goten tem a capacidade de se transformar em Super Saiyajin fazendo com que seu cabelo se torne dourado e seus olhos ganhem uma coloração verde.

## História
Goten nasceu algum tempo depois dos Jogos de Cell e não conheceu seu pai, tendo Gohan como uma imagem paterna. Conforme crescia, Goten desenvolveu o gosto natural dos Saiyajins por batalhas e por isso não foi obrigado a estudar como seu irmão, pelo contrário, sua mãe lhe ensinou o básico da luta. Ele também se tornou o melhor amigo de Trunks e os dois frequentemente desenvolveram seus poderes enquanto "brincavam de lutinha". Com o tempo o garoto alcançou o estágio de Super Saiyajin, apesar de que isso irritou sua mãe. Aos sete anos de idade, Goten treina com Gohan para o 25º Torneio de Artes Marciais onde conhece seu pai, que consegue a permissão para passar um dia no Mundo dos Vivos. Ele participa do Torneio Juvenil e acaba em segundo lugar, perdendo para Trunks. Os dois ainda participam do Torneio dos Adultos disfarçados de um lutador que eles nocautearam. Quando Majin Boo é libertado, Goten tenta lutar contra o demônio, mas acaba sendo impedido por Vegeta. Goku e Piccolo então resolvem-lhe ensinar a técnica da Fusão através da Dança Metamoru para que ele se fundisse com Trunks. Os dois rapidamente dominam a técnica e o resultado é o poderoso Gotenks. Sem ouvir as advertências de Piccolo, Gotenks parte para a batalha e acaba sendo derrotado. Goten e Trunks passam mais três dias aperfeiçoando seus poderes e depois lutam, novamente como Gotenks, contra Super Boo na Morada do Tempo. Desta vez, Gotenks consegue levar a melhor mas a Fusão acaba se desfazendo e os dois garotos são absorvidos. Dentro do corpo de Boo, o DNA de Goten é utilizado para criar anti-corpos com todos os seus poderes. Mais tarde, Goten é libertado por Goku e Vegeta e entrega sua energia ao seu pai para que ele pudesse completar a Super Genki Dama. Dez anos depois, Goten se despede de Goku quando ele parte para treinar com Oob.

## Habilidades
Goten é mais poderoso do que vários personagens já foram em diversas fases de suas vidas, inclusive seu pai quando era criança e um jovem adulto. Assim como Gohan e Trunks, Goten é o resultado imensamente poderoso do cruzamento entre um Humano e um Saiyajin, apesar de que seu poder nunca foi totalmente liberado. O fato de ser meio Saiyajin lhe garante velocidade, força, agilidade e reflexos sobre-humanos. Ademais, ele possui a habilidade natural de aumentar seu poder ao se recuperar de uma luta. Em constante treinamento, Goten também conseguiu desenvolver a habilidade de detectar Ki e dominou facilmente o Buku-jutsu (舞空術), técnica utilizada para voar. O personagem também têm um talento para controlar o seu Ki e consegue aprender facilmente alguns golpes como o Kamehameha (かめはめ波, "Onda Destrutiva da Tartaruga"), um raio de energia disparado pelas mãos. Ele também consegue elevar o ataque criando o Super Kamehameha (超かめはめ波, "Super Onda Destrutiva da Tartaruga"). Em batalha, Goten opta por metralhar o inimigo com inúmeras esferas de energia. Ele também consegue se envolver em Ki para aumentar a sua eficiência em um confronto, emaná-lo de seu corpo para atacar em um ângulo de 360º ou simplesmente moldá-lo em diferentes ataques.
Aos sete anos Goten conseguiu ativar o seu estado de Super Saiyajin, mas só o usou pela primeira vez quando se enfureceu em um dia de treinamento com sua mãe. Ao entrar nesse estágio seu poder aumenta em cinquenta vezes. Sua técnica característica é a Dança Metamoru que permite que ele se funda com Trunks para criar Gotenks. Diferentemente de ambos, Gotenks consegue atingir o Super Saiyajin 3.

## Aparições em outras mídias
Na continuação exclusiva do anime, Dragon Ball GT, cinco anos haviam se passado. Goten se afasta um pouco das batalhas e namora uma garota chamada Valese. Ele, Trunks e Goku partem em busca das Esferas das Estrelas Negras, mas antes que Goten pudesse embarcar na nave, Pan a aciona e ele fica para trás. Quando os três retornam, trazem Baby consigo e Goten acaba sendo dominado e luta contra Gohan e Vegeta. Livre, graças a Trunks, Goten ainda enfrenta o Super 17 e Omega Shenlong e entrega sua energia mais uma vez a Goku para que ele completasse a Genki Dama Universal.
Goten apareceu em grande parte dos jogos da franquia Dragon Ball. Em alguns casos ele foi colocado em batalhas fictícias como em Dragon Ball: Raging Blast onde batalhou, ao lado de Gohan, contra seu avô Bardock. Goten também apareceu no MMORPG Dragon Ball Online onde é revelado que ele é um dos fundadores da Escola de Espada Kikoukenjutsu. Ele ainda é um personagem auxiliar em Jump Super Stars. Ademais, Goten aparece em diversas cartas cromos de Dragon Ball Collectible Card Game onde é, muitas vezes, marcado erroneamente como um humano. Ainda dentro da série, Goten é mostrado nos filmes Dragon Ball Z: O Retorno do Guerreiro, Dragon Ball Z: O Combate Final, Dragon Ball Z: O Renascimento da Fusão - Goku e Vegeta!, Dragon Ball Z: O Golpe do Dragão e no especial de TV Dragon Ball: Yo! O Retorno de Son Goku e seus Amigos onde ele assume o lugar de Gohan na nova versão da abertura "Cha-La Head-Cha-La". Goten também faz breves aparições no mangá Neko Majin Z, paródia de Dragon Ball escrita por Akira Toriyama. Em 2004, Goten apareceu no curta-metragem Kyūtai Panic Adventure Returns! (球体パニックアドベンチャーリターンズ!, Kyūtai Panikku Adobenchā Ritānzu!, lit. O Retorno da Aventura da Orb do Pânico!). Ele é um dos sete personagens que reúnem as Esferas do Dragão para reconstruir a cidade de Odaiba que foi atacada por Enel.
A música "Chīsa na Senshi~Goten to Torankusu no Tēma~" cantada por Shin Oya se foca em ambos Goten e Trunks. Goten também apareceu, por volta da década de 1990, em edições do jornal Shenlong Times. Ele geralmente era mostrado ao lado de Trunks fazendo propagandas da franquia Dragon Ball. Goten aparece no episódio Money Ball Z, paródia do filme Moneyball, do programa MAD. Nesse episódio, Goten e outros personagens de Dragon Ball são colocados no time de baseball Oakland Athletics.
O personagem Chungoten do mangá espanhol Dragon Fall é uma paródia de Goten.

## Recepção
Diversos itens de mercado como bonecos, chaveiros, relógios de pulso, entre outros foram feitos sobre Goten.
Apesar de ter feito a sua estréia no final do mangá original, Goten já foi listado como um personagem principal pela revista Mundo Estranho, bem como um dos sete heróis principais de Dragon Ball Z pelo site About.com. Desde a sua primeira aparição, Goten tem recebido críticas favoráveis. Em uma pesquisa de popularidade dentre os personagens da série, Goten ficou em sexto lugar. O site Anime News Network observou que parte da comédia contida no início da Saga Boo vem de Goten e Trunks. Por outro lado, também foi comentado que os garotos eram uma das duas salvações iniciais da Terra, a outra sendo Gohan. Sua batalha contra Trunks no Torneio Juvenil foi comentada pelo site Mania Entertainment como uma cena marcante e muito valiosa para qualquer fã de Dragon Ball Z. Fátima Noya, a dubladora brasileira de Goten, e também de Gohan quando criança, afirmou que considera Goten mais nervoso do que seu irmão. Sua participação nos filmes também foi comentada. Sua luta contra Adolf Hitler é considerado um dos momentos mais engraçados do décimo segundo filme, especialmente a parte em que Hitler, ao ver Goten na forma de Super Saiyajin, resolve recrutá-lo para seu exército nazista. O site UGO.com colocou Goten e Trunks em 10º na sua lista "Dançando com as estrelas da TV: Nossos Dançarinos Fictícios Favoritos", comentando que a Dança Metamoru deve ser perfeita para ter um bom resultado.
Em contradição com as outras críticas, Goten também recebeu algumas negativas. Enquanto estava revendo o filme Dragon Ball Z: O Combate Final, a Mania Entertainment revelou pensar que Goten é um dos personagens menos interessantes para ser o protagonista em um filme. O website DVD Talk fez o seguinte comentário: "Goten e Trunks tiveram que se fundir a fim de ter uma chance contra Majin Boo, coisa que eles realmente nunca tiveram".